# Hügel-Salzkraut
Das Hügel-Salzkraut (Salsola collina, syn. Kali collinum) ist eine Pflanzenart in der Familie der Fuchsschwanzgewächse (Amaranthaceae). Die osteuropäisch-asiatische Art kommt gelegentlich auch in Mitteleuropa vor und scheint sich hier einzubürgern. 

## Beschreibung

### Vegetative Merkmale

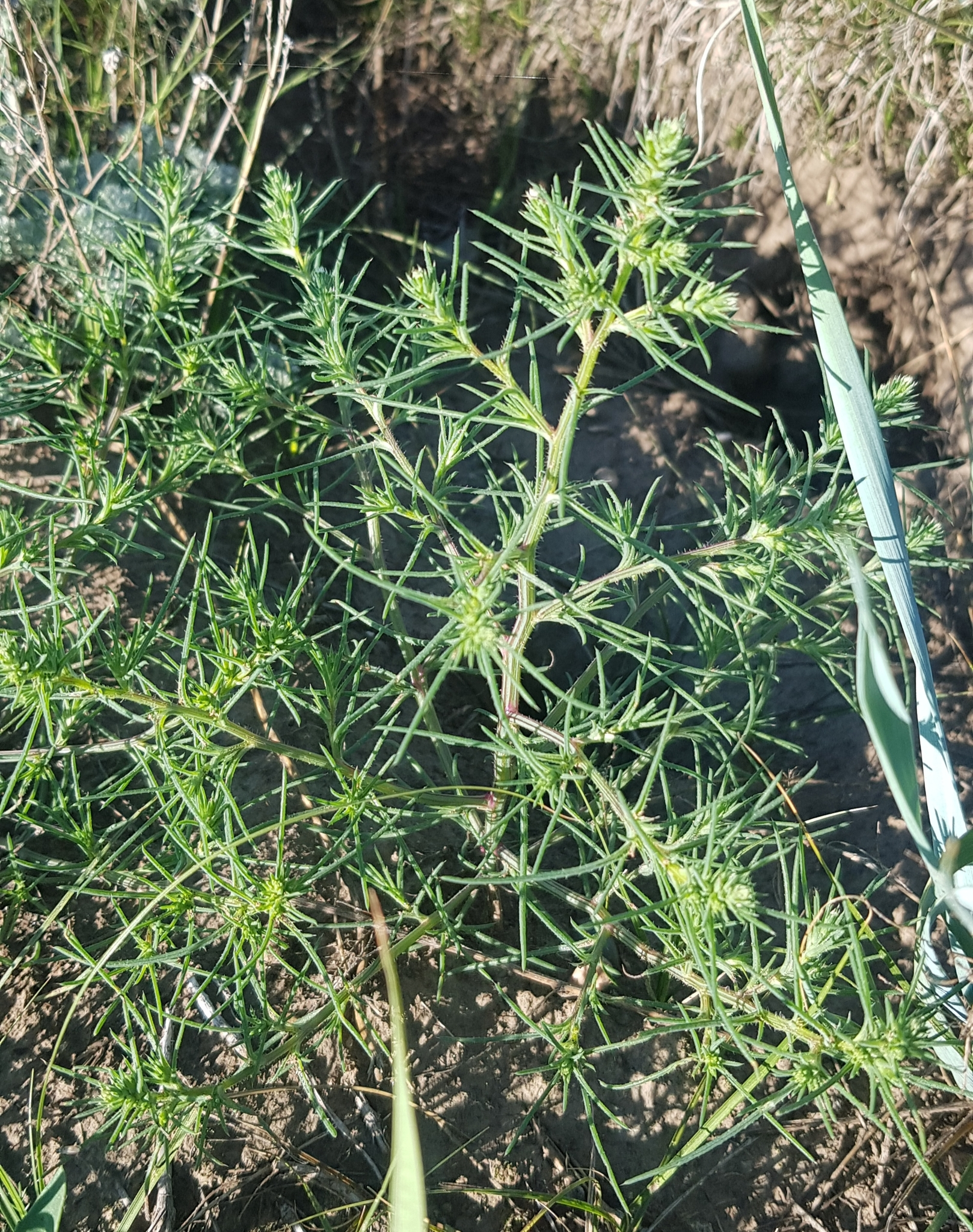
Jungpflanze

Das Hügel-Salzkraut ist eine einjährige krautige Pflanze mit einer Wuchshöhe von 20 bis 60 (selten bis 100) cm. Der aufrechte, vom Grund an locker aufrecht verzweigte Stängel ist grünlich beige oder grün-rot gestreift und kahl bis steifhaarig.
Die wechselständigen Blätter erreichen eine Länge von 20 bis 105 mm und eine Breite von 0,5 bis 0,8 mm. Sie sind halbstielrund, fadenförmig und enden in einer 0,5 bis 1 mm langen dornigen Spitze. Die Blattbasis verbreitert sich halbstängelumfassend, ist hautrandig und kurz bewimpert. Die Art ist sehr variabel in Größe, Wuchsform, Blattlänge und Behaarung.

### Blütenstände und Blüten
Die Blütenstände sind endständige, dichte, gedrängte Ähren. Die aufrechten Tragblätter sind deutlich von den Blättern verschieden, sie liegen zumindest im unteren Teil der Achse an und decken sich dachziegelartig, an der Spitze sind sie oft etwas nach außen gekrümmt. Die Trag- und Vorblätter besitzen eine fast konstante Länge von 3 bis 9 mm. 
Die einzeln (selten zu zweit bis dritt genäherten) in den Achseln sitzenden zwittrigen Blüten werden durch die Tragblätter verdeckt. Die Blütenhülle besteht aus fünf elliptischen, kahlen Tepalen mit einer Länge von 1,5 bis 2,5 mm, die einnervig mit undeutlicher Mittelrippe sind und eine weiche, durchscheinende Spitze aufweisen. Es sind fünf Staubblätter mit schmal länglichen Staubbeuteln von 0,8 bis 1,2 mm Länge vorhanden. Der Fruchtknoten endet in langen fadenförmigen Narben.
Die Blütezeit reicht von Juni bis September, die Pflanze fruchtet bis zum Winter. 

### Früchte und Samen
Die Früchte (von der Blütenhülle umschlossene Frucht) sind gewöhnlich zwischen den Trag- und Vorblättern verborgen. Sie sind nur 1,5 bis 3,5 mm breit, meist ohne Flügel oder nur mit kurzen Anhängseln. Die Tepalenzipfel sind weich und zerknittert, selten kann einer mehr oder weniger fest sein. Es gibt noch einen weiteren Fruchttyp (Heterokarpie): Weiter unten am Stängel verwachsen die Früchte häufig an der Basis mit den umschließenden Trag- und Vorblättern und bilden mit diesen zusammen eine Ausbreitungseinheit.
Der Same steht vertikal, schräg oder selten auch horizontal. 

### Erkennungsmerkmale
Ähnlich ist Ruthenisches Salzkraut (Salsola tragus), besonders Jungpflanzen sind leicht zu verwechseln. Das Hügel-Salzkraut unterscheidet sich vor allem durch die kleineren, kurzflügeligen Früchte und durch die basal der Achse eng anliegenden Trag- und Vorblätter. 

### Chromosomenzahl
Die Chromosomenzahl beträgt 2n=18.

## Vorkommen
Das Hügel-Salzkraut ist in den sommerwarmen gemäßigten Regionen Osteuropas (südeuropäisches Russland) und Asiens heimisch. 
Als Adventivpflanze hat sich die Art stark ausgebreitet. In der Ukraine gilt sie inzwischen als eingebürgert. Sie kommt unbeständig auch in Mitteleuropa vor und ist im Westen bis nach Spanien vorgedrungen.
In Nordamerika tauchte die Art etwa ab 1923 auf, ihre Verbreitung wird wohl noch unterschätzt. Dort wächst sie in Höhenlagen von 100 bis 2000 m.
In Pakistan ist sie in Höhenlagen von 1500 bis 3000 m zu finden. In ihrem natürlichen Verbreitungsgebiet in der Steppen- und der Halbwüstenzone besiedelt Kali collinum offene Standorte, beispielsweise bewegte Sandflächen, Flussufer, Schutthänge und Schotterflächen. Sie bevorzugt sandigen, meist salzarmen Boden. Sie dringt auch in offene Ruderalvegetation vor oder wächst als Ackerunkraut. 
Nach Mitteleuropa ist Salsola collina vermutlich mit Getreidetransporten eingeschleppt worden. In Deutschland wurde sie erstmals 1900 am Hafen von Mannheim entdeckt. Seitdem ist sie an verschiedenen Orten unbeständig aufgetaucht, meist an Hafenanlagen, Verladeplätzen, Bahnhöfen und Eisenbahnlinien, oder auf Schuttplätzen, Trümmern und offenen Sandflächen. Sie scheint sich entlang von Flüssen und Bahnlinien auszubreiten. In den letzten drei Jahrzehnten sind verstärkt Vorkommen beobachtet worden, besonders in Berlin, Leipzig, Hamburg, Bremen, Schleswig-Holstein (Eckernförde) und Mecklenburg-Vorpommern (Nowawes, Eldena, Lubmin). Möglicherweise ist die Art dabei, sich in Mitteleuropa einzubürgern.

## Systematik
Die Erstbeschreibung des Hügel-Salzkrauts erfolgte 1803 durch Peter Simon Pallas unter dem Namen Salsola collina Pall. (in Illustrationes Plantarum 34, pl. 26). Später wurde die Art als eine Unterart des Kali-Salzkrauts betrachtet. Sie gehörte zur Sektion Salsola sect. Kali.
Aufgrund phylogenetischer Untersuchungen teilten Hossein Akhani und Eric H. Roalson 2007 die Gattung Salsola auf und stellten die Art in die Gattung Kali. 2017 wurde für die Gattung Salsola der Typus Salsola kali festgelegt (konserviert). Dadurch wurde Kali wieder in die Gattung Salsola eingegliedert. 
Synonyme, die sich auf denselben Typus beziehen, sind Kali collinum (Pall.) Akhani & E.H.Roalson und Salsola kali subsp. collina (Pall.) Bolòs & Vigo. Als weitere Synonyme gelten Salsola erubescens Schrad. und Salsola ircutiana Gand. In der Flora of China wird auch Salsola chinensis Gand. genannt.

## Wirtschaftliche Bedeutung

### Heilpflanze und Inhaltsstoffe
In der Chinesischen Medizin wird das Hügel-Salzkraut als Heilpflanze zur Senkung von zu hohem Blutdruck verwendet. Dazu wird ein Tee aus der ganzen Pflanze zweimal täglich über 6 Monate eingenommen. Tee-Produkte sind im Internet erhältlich.
Auf der Suche nach den Wirkstoffen wurden mehrere Alkaloide identifiziert (N-Transferuloyl-3-Methyldopamin, 3-[4-(Beta-D-Glucopyranosyloxy)-3-Methoxyphenyl]-N-[2-(4-Hydroxy-3-Methoxyphenyl) Ethyl]-2-Propenamid sowie Salsolin A und Salsolin B). Als weitere Inhaltsstoffe wurden gefunden: n-Lignocerinsäure, Alkansäuren (n-Dotriacontansäure), Phytosterine (β-Sitosterin), Isoflavone (5,2'-Dihydroxy-6,7-Methylenedioxy-Isoflavon), Vanillinsäure, Glucoside ((-)Syringaresinol 4,4'-bis-O-Beta-D-Glucopyranosid) sowie Salizylsäure.

### Sonstige Bedeutung
Die jungen Blätter und Stängel wurden in Notzeiten gekocht und gegessen.
In der Landwirtschaft bereitet das Hügel-Salzkraut sowohl in Asien als auch in Amerika Probleme als Unkraut.

## Belege
- Sabrina Rilke: Salsola collina Pall. (Chenopodiaceae) - Bemerkungen zum Adventivvorkommen in Deutschland und ihre Abgrenzung zu Salsola kali L. - Floristische Rundbriefe 31 (2), S. 99–111, Bochum 1997. PDF-Datei (Abschnitte Beschreibung, Chromosomenzahl, Vorkommen, Systematik)